# Iphigénie (1881)
Pour les articles homonymes, voir Iphigénie (homonymie).
L’Iphigénie est une frégate (reclassée par la suite comme croiseur) à propulsion mixte (vapeur et voile) de la Marine française en service de 1881 à 1905.

## Historique
L’Iphigénie a été construite à Brest de 1877 à 1881. 
Après avoir été utilisé dans le cadre de la première guerre franco-malgache, l’Iphigénie a servi, de 1886 à 1900, d’école d’application des Enseignes de Vaisseaux à seize générations d’aspirants de deuxième classe. Son dernier voyage a eu lieu d'octobre 1899 à juillet 1900 avec 65 aspirants de 2e classe, dont Charles Millot, alias Gervèse. 
Elle a été radiée du service le 4 décembre 1901 et démolie à Brest en 1905.

## Personnalités ayant servi sur le navire
- Georges Henri Marie Nicolas André (1865-1915) alors aspirant.

## Bibliographie

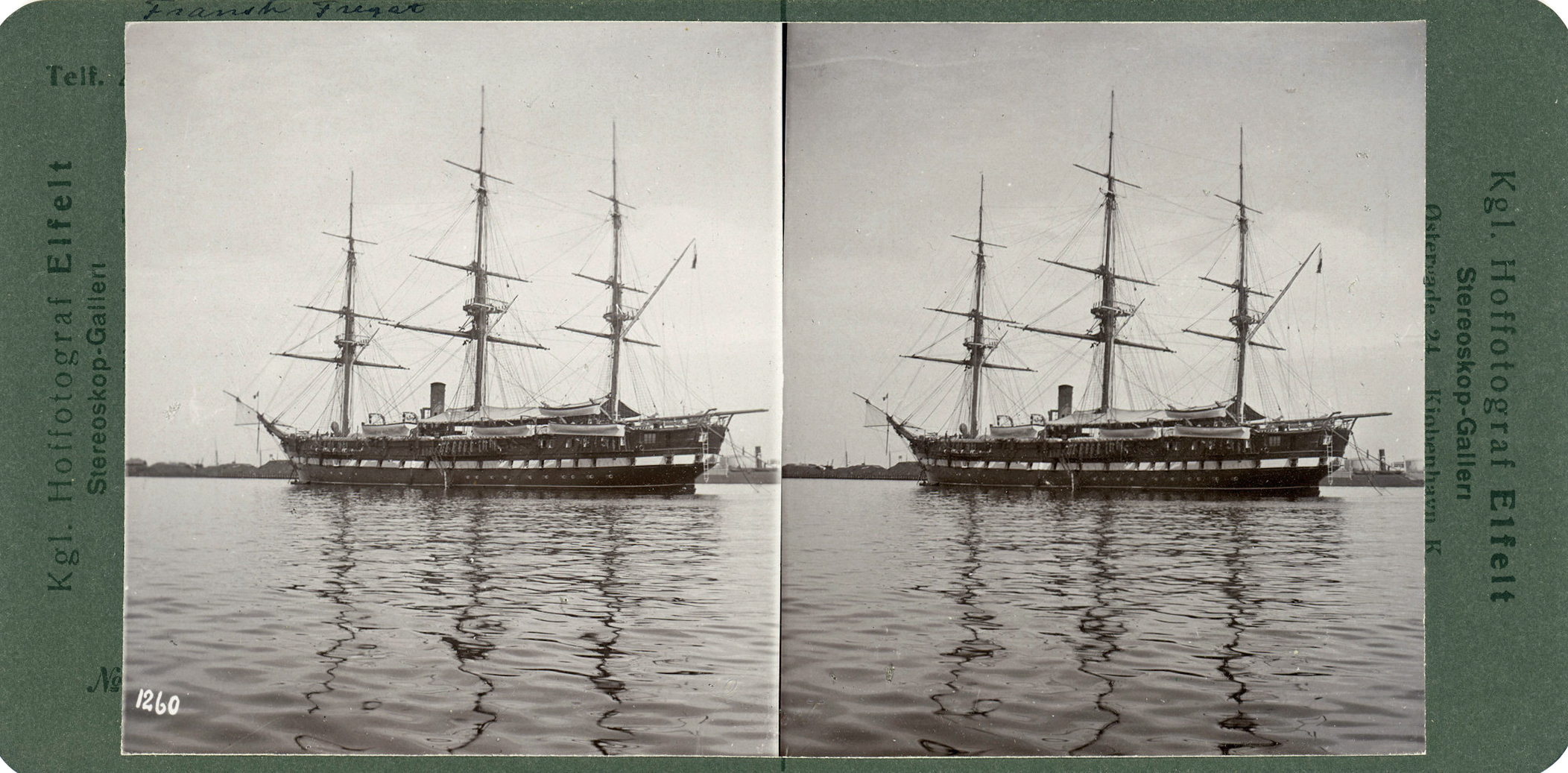
Iphigenie (1881) à Copenhague vers1900.